# Phascogale calura
Phascogale calura är en pungdjursart som beskrevs av Gould 1844. Phascogale calura ingår i släktet Phascogale och familjen rovpungdjur. Inga underarter finns listade.

## Utseende
Med en kroppslängd (huvud och bål) av cirka 12,5 cm och en vikt av upp till 68 g är hannar tydlig större än honor. Stora hannar kan ha en kroppslängd av 14,5 cm. Honor når däremot en genomsnittlig längd (huvud och bål) av 10,5 cm och en vikt av upp till 48 g. Svansen är med 11,9 till 14,5 cm oftast lite längre. På ovansidan förekommer grå päls och undersidan är täckt av krämfärgad päls. Svansen har nära bålen på ovansidan ett täcke av röda hår och sedan följer en lång svart och yvig tofs. Honor utvecklar ingen riktig pung (marsupium) men under dräktigheten bildas hudflikar som sedan skyddar ungarna. Mellan hudflikarna finns 8 spenar.

## Utbredning
Pungdjuret förekommer i sydvästra Australien.

## Ekologi
Arten är aktiv på natten och vistas i öppna skogar där den vilar i trädens håligheter. Typiska träd i regionen är Allocasuarina huegeliana och Eucalyptus wandoo.
Phascogale calura går på marken samt klättrar i växtligheten och jagar olika mindre djur som insekter, spindlar och småfåglar. Den kan göra upp till 2 meter långa hopp från gren till gren. Ibland ingår mindre däggdjur som möss och kaninungar i födan. Individerna har 1,5 till 8 hektar stora revir.
Könsmognaden infaller när individerna är 9 till 10 månader gamla i maj eller juni. Efter parningen i juli är honan 28 till 30 dagar dräktig och sedan föds upp till 13 ungar. Av dessa överlever bara 6 till 8 exemplar. Även alla vuxna hannar dör på grund av stressen under parningstiden och då honorna blir aggressiva. Ungarna diar sin mor fram till sensommaren och de stannar hos modern fram till oktober. Honor kan leva upp till tre år.

## Status
Efter européernas ankomst i Australien minskade arten utbredningsområde på grund av skogsavverkningar och svedjebruk. För att skydda populationen inrättades flera naturskyddsområden.
I djurets utbredningsområde finns många växter av släktena Gastrolobium och Oxylobium. Växterna innehåller fluorättiksyra som är giftig för rävar, får och nötkreatur men inte för Phascogale calura. Troligtvis finns därför artens ursprungliga habitat kvar vad som skyddar pungdjurets bestånd.
IUCN uppskattade året 2008 att det finns cirka 10 000 vuxna exemplar. IUCN kategoriserar arten globalt som nära hotad.